# Boudicca
Boudica či Boudicca (v latinských pramenech uváděná jako Boadicea a ve velštině jako Buddug) byla královna kmene Icenů, která v roce 60 či 61 našeho letopočtu stála v čele povstání keltských Britů (Britonů) proti římským dobyvatelům. Je považována za britskou národní hrdinku a symbol boje za spravedlnost a nezávislost.
Zprávy o královně Boudice a povstání keltských kmenů v Británii pocházejí převážně z děl antických historiků Tacita a Cassia Dia.

## Život a protiřímské povstání

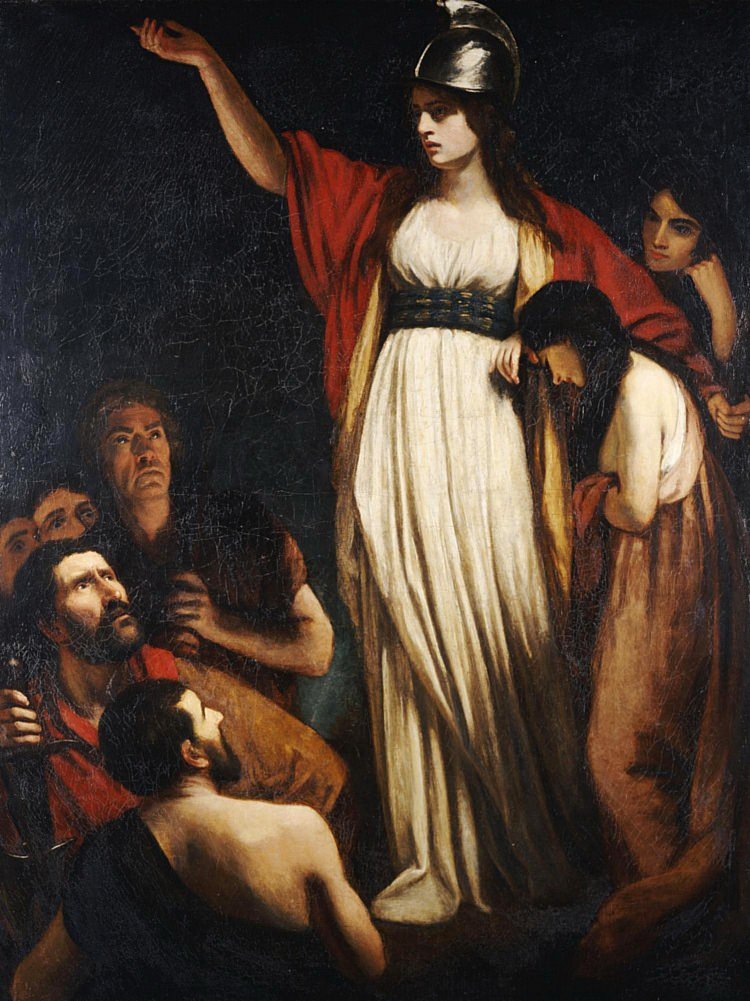
Boudica na obraze Johna Oppie

O Boudičině životě před vypuknutím keltského povstání není nic známo. Ví se pouze, že Boudica byla manželkou krále Prasutaga, který vládl kmenu Icenů, s nímž měla dvě dcery. Icenové obývali území zhruba v oblasti dnešního Norfolku a Suffolku. Významné království, kde razili i vlastní mince, si po vpádu Římanů do jižních částí Anglie podrželo částečnou samostatnost. Aby ji zachoval, Prasutagus ustanovil svými dědici své dvě dcery a římského císaře Nerona. Když však zemřel (v roce 60 či 61), Římané ignorovali jeho poslední vůli a království bylo začleněno do provincie Britannia. Dle Tacita římští vojáci vydrancovali královský dvůr, královu manželku zbičovali a dcery znásilnili (pravděpodobně proto, aby se nemohly provdat za někoho z  keltských velmožů). Cassius Dio uvádí, že Římané zabavili britonským předákům předchozí císařské dary a požadovali vrácení půjček, které Icenové za půjčky nepovažovali.
Boudica shromáždila Iceny, Trinovanty a další keltské kmeny a zahájila vzpouru proti římské nadvládě. Postavila armádu, která údajně čítala 120 000 mužů. Prvním cílem bylo město Camulodunum (současný Colchester), jedno z nejdůležitějších měst provincie, kde stál Claudiův chrám a kde byli usazeni římští veteráni. Když povstání začalo, jedinými římskými jednotkami, které byly k dispozici, aby poskytly pomoc, bylo 200 mužů pomocných jednotek (tzv. auxilia) umístěných v Londiniu (Londýn), které nebyly dostatečně vybavené k boji. Guvernér provincie Gaius Suetonius Paulinus byl totiž právě na tažení na  posvátném ostrově Mona (dnešní Anglesey), kde likvidoval centrum druidského odporu. (Římané zde povraždili místní kněžky a druidy a pokáceli posvátné duby.)

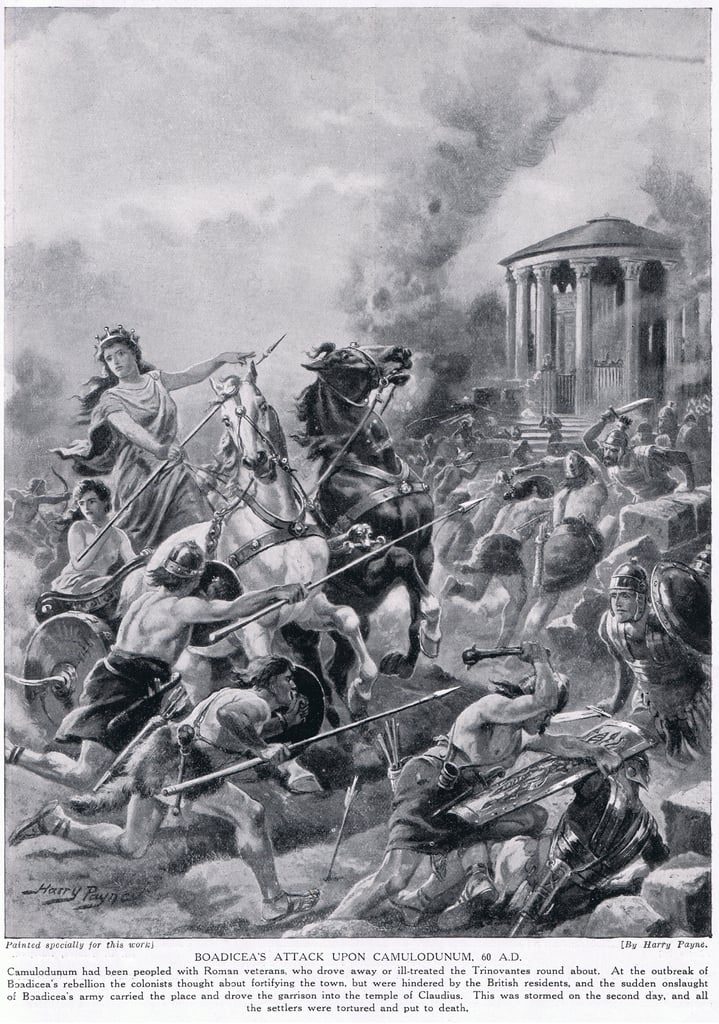
Útok na Camulodunum

Slabě opevněné Camulodunum bylo srovnáno se zemí a jeho obyvatelstvo pobito. Když se zpráva o povstání dostala do pevnosti Lindum Colonia (dnešní Lincoln), kde byla posádkou Legio IX Hispana, její velitel Quintus Petillius Cerialis shromáždil rychle asi 2500 mužů a vyrazil ke Camulodunu. Utrpěl však drtivou porážku, celé jeho pěší vojsko bylo pobito, zachránil se jen velitel s částí jízdy. Boudičina armáda poté táhla na Londinium. Suetonius Paulinus se svými vojáky rychle opustil Monu a vytáhl proti ní, avšak neměl dostatek sil, aby se jí postavil v otevřeném poli, a tak město obětoval. Vzbouřenci nebrali zajatce, obyvatelé Londinia byli povražděni a město vypáleno. Podobný osud potkal také Verulamium (současné St Albans). Celkem bylo zabito 70–80 tisíc lidí, převážně civilistů.
Suetonius Paulinus poté přeskupil své síly a shromáždil armádu téměř 10 000 mužů. Na neznámém místě kdesi u římské cesty dnes zvané Watling Street zaujal strategické postavení na místě s úzkým vchodem a lesem za zády. Uprostřed formace postavil legionáře v pevně semknutých řadách, po stranách rozestavil lehkou pěchotu z pomocných sborů a na křídlech připravil jízdu. Keltské vojsko vedené Boudikou mělo mnohonásobnou přesilu, ale mělo horší výzbroj a nebylo schopno odolávat systematickému postupu Římanů s oštěpy a meči. Navíc si sami zablokovali cestu k ústupu svými vozy, kde měli i své ženy a děti, aby přihlížely očekávanému vítězství. Tacitus uvádí že padlo pouhých 400 legionářů proti 80 000 mrtvým straně Britonů. Bitva se změnila v masakr a znamenala definitivní porážku povstání. Dle Tacita spáchala Boudica krátce po porážce sebevraždu otrávením, dle Cassia Dia byla příčinou její smrti nemoc a následně jí Britonové uspořádali slavný pohřeb (tato tvrzení se nutně nemusejí vylučovat).

## Ohlasy v umění

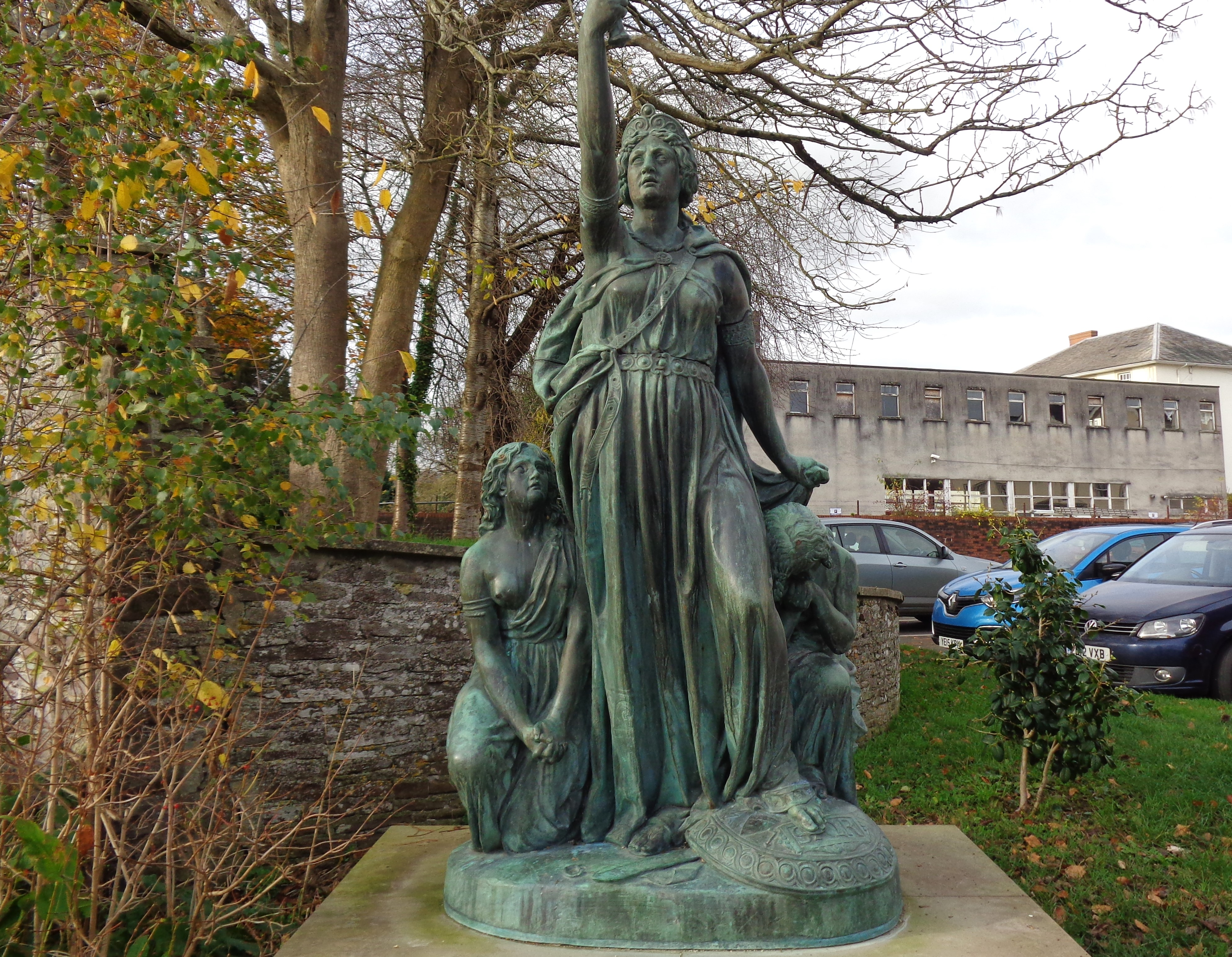
Boudica a její dcery - socha v Breconu

Boudica má v Londýně na temžském nábřeží Victoria Embankment poblíž stanice metra Westminster bronzové sousoší Boadicea and Her Daughters (Boudicca a její dcery). Další její socha se nachází ve městě Brecon ve Walesu.
Vzpoura královny Boudiky se stala námětem několika filmových a televizních zpracování, např. :
- Boudica (film); Velká Británie, 2003
- Keltové: krev, železo a oběti (seriál), Epizoda 3 Vzpoura královny Boudicy; Velká Británie, 2015
- Boudica (film); Velká Británie, 2023; s Olgou Kurylenko v titulní roli

Příběh Boudiky je tématem série historických románů Boudica od Mandy Scott:
1. Boudica. Ve znamení orla
2. Boudica. Ve znamení býka
3. Boudica. Ve znamení psa
4. Boudica. Ve znamení hada

Boudice věnovali jednu ze svých písní také Alan Stivel (Boudicca na albu Human~Kelt) a Enya (Boadicea na albu Enya).